# Río Verzasca
El río Verzasca es un corto río de montaña de Suiza, de 30 km de longitud, que se origina en Pizzo Barone y desemboca en el lago Mayor, siendo por ello parte de la cuenca del río Po. Es conocido por sus claras aguas turquesas, así como sus traicioneras corrientes. La Represa de Verzasca está a unos kilómetros río arriba del lago.

## Geografía
El valle del río Verzasca está en el cantón del Tesino, la región italoparlante de Suiza. Los castaños crecen al fondo del valle. Sus aguas son cristalinas y no exceden los 10 metros de profundidad. Su temperatura media se sitúa entre los 7-10 °C.

## Entretenimiento
El río es popular por ser un lugar de buceo y por el valle que se utiliza para hacer góming. Las condiciones normalmente son mejores de finales de primavera a inicios de otoño.